# Barangaroo

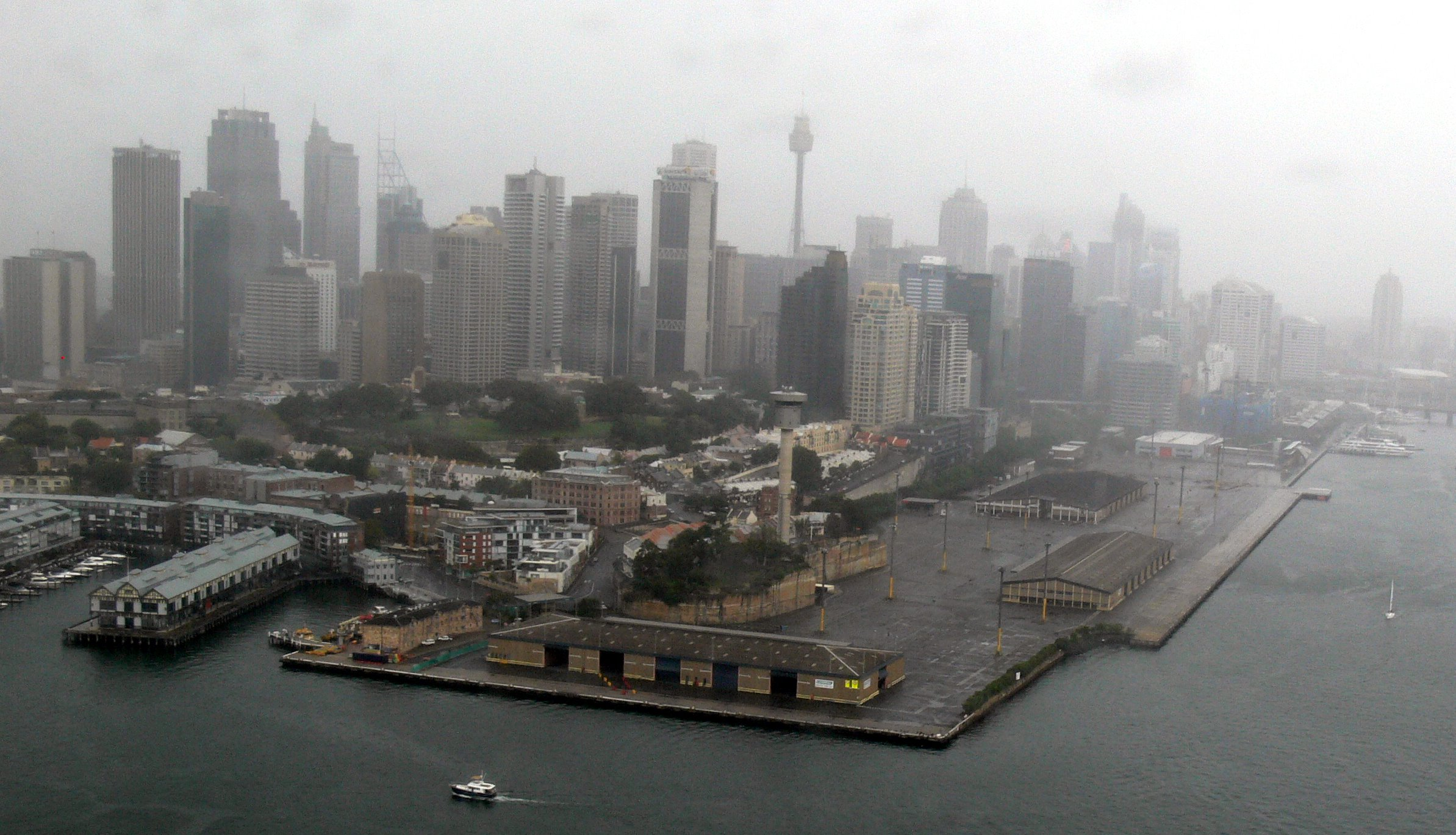
Barangaroo prima che gli edifici portuali venissero demoliti nel febbraio del 2008

Barangaroo è il molo orientale di Darling Harbour, la baia che bagna la riva occidentale di Sydney, Australia.
Sull'area di Barangaroo è stato creato, su iniziativa del governo del Nuovo Galles del Sud, un nuovo spazio ricreativo per la popolazione di Sydney.
Per nominare la nuova area è stato indetto un concorso pubblico vinto nell'ottobre del 2006 da Nigel Dawe con la sua proposta di dedicare l'area alla donna aborigena Barangaroo, moglie dell'aborigeno Bennelong interlocutore tra la cultura aborigena e quella britannica.
L'area di Barangaroo è stata utilizzata durante la Giornata Mondiale della Gioventù 2008 come sito della Messa di apertura (15 luglio) e per l'arrivo del Papa Benedetto XVI (17 luglio). 

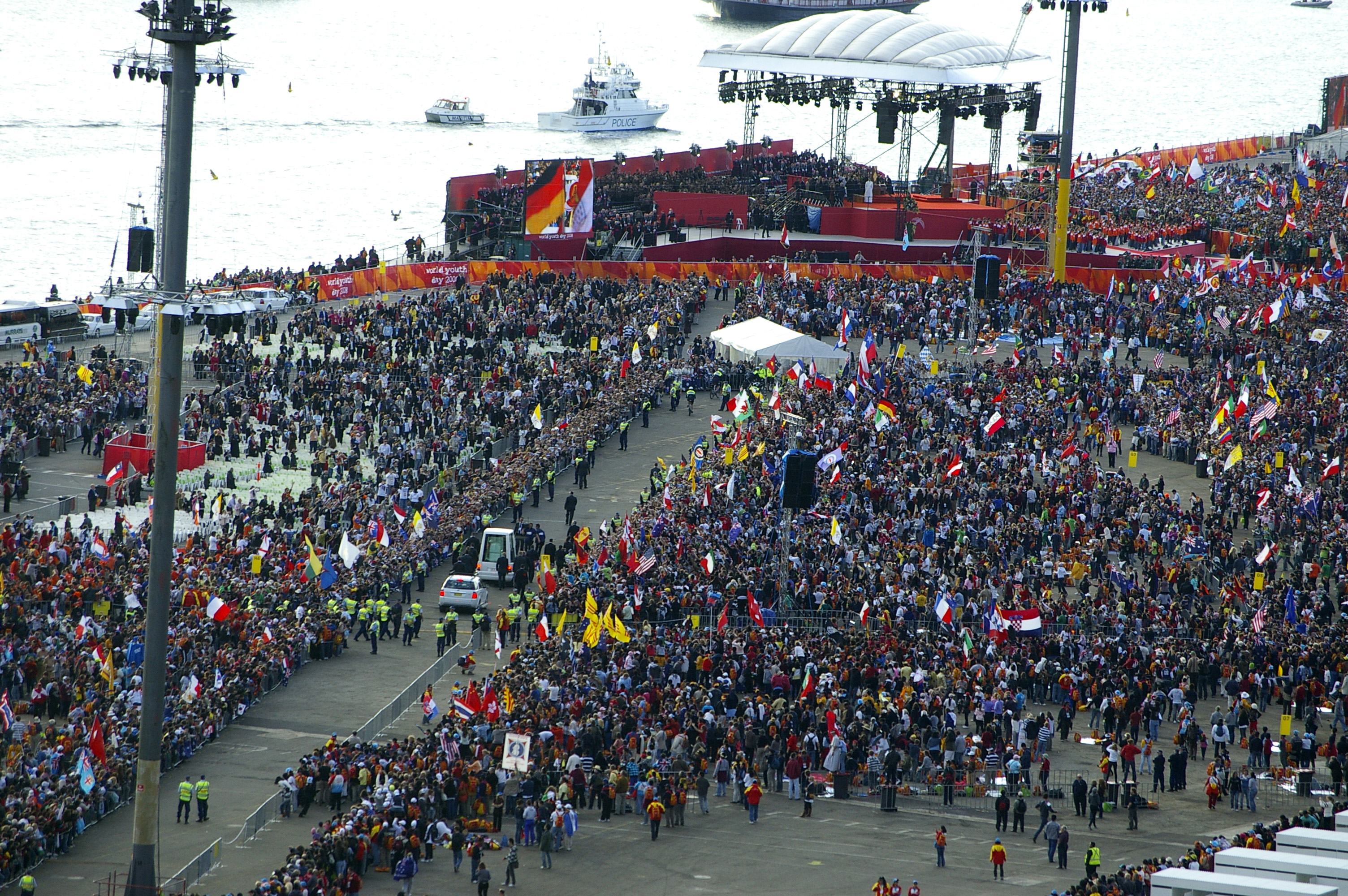
L'arrivo di Papa Benedetto XVI il 17 luglio del 2008

L'area viene servita dalla stazione della metropolitana omonima.